# めくらやなぎと眠る女 (映画)
『めくらやなぎと眠る女』（めくらやなぎとねむるおんな、フランス語: Saules aveugles, femme endormie）は、ピエール・フォルデスが脚本・製作・監督・作曲を担当した、2022年のアンソロジーアニメーション映画作品。カナダ / フランス / ルクセンブルク / オランダの国際共同制作作品である。
村上春樹の3つの短編小説集『めくらやなぎと眠る女』『象の消滅』『神の子どもたちはみな踊る』から6編の短編小説を脚色し、東日本大震災直後の東京を舞台に、2人の銀行員を主人公として描いている。
制作にあたり、監督のフォルデスは3Dモーションキャプチャで俳優のライブアクションを「参照元」の動作として脚本全編を撮影し、アニメーターが俳優の頭を3Dモデルに置き換えた上で表情をトレースしたのち、2Dアニメ化した。
本作は2022年度アヌシー国際アニメーション映画祭で初公開され、審査員賞を受賞した。その後第47回トロント国際映画祭の現代ワールドシネマ部門でも上映された。
日本での公開に際しては、20歳未満のキャラクターが喫煙するシーンがあることから、PG-12指定がなされている。

## あらすじ
東日本大震災の発生から5日後の東京。東京安全信用金庫に勤める小村は、妻のキョウコが震災のテレビニュースを発生から夜中も見続けて寝ていないことが気になっていた。帰宅すると、キョウコは手紙を残して、失踪していた。手紙には「あなたとの生活は空気の塊と暮らすみたい」とあり、戻ることはないから自分の荷物を後日引き上げ、飼い猫の世話を頼むという内容だった。
一方同じ信用金庫で融資管理課に勤める片桐は、上司から返済の滞った融資先からの回収を急ぐよう命令されて途方に暮れていた。片桐が帰宅すると室内には巨大なカエルが椅子に座り、片桐に話しかける。驚く片桐にカエルは、信用金庫の地下にいる巨大なミミズが1週間後に暴れてもっと大きな地震をもたらすおそれがあり、そのミミズと自分が戦うから片桐に応援してほしいと頼んだ。半信半疑の片桐にカエルは、何か一つ困りごとを解決すると話す。
小村は耳の病気を持つ甥が病院に行くのに付き添う。海が見える病院の待合室で、小村はキョウコとのなれそめを話した。若い頃の親友の彼女がキョウコで、3人で出かけたときにキョウコは、「めくらやなぎ」という柳の下で眠る女の耳に小さな蠅が入ってその肉を食べるという話をした。その後親友がバイク事故で死んだ後、キョウコと付き合って結婚したのだと。小村は帰路、甥と『アパッチ砦』という映画について話し合った。
出勤した小村が1週間の休暇を申請すると上司は、アウトソーシングを導入するので、この会社では小村の将来はないと話す。どうするかを問われた小村は休暇中に考えると答えた。その帰り、小村は飲み屋で同僚から釧路に住む妹まで小さな荷物を運ぶよう頼まれ、航空券や宿の手配もすると言われて引き受けた。釧路に着くと同僚の妹とその知人の女性・シマオが出迎え、小村は頼まれた荷物を渡す。2人は小村をお茶や食事に連れて行く。小村が妻の話をすると、同僚の妹は知り合いの妻がUFOに遭遇して、その後失踪したと言う。小村は宿となるラブホテルに案内され、少し部屋にいることを望んだシマオを残した。小村とシマオはそのまま肉体関係を持つ。
片桐が出勤すると、滞っていた融資先の顧問弁護士がいて、期日までに利子を付けて返済するから二度とカエルをよこすなという伝言を話した。その後、片桐がレストランにいるとカエルが出現し、言ったとおりになったから応援しろと話して、次に会う日時と場所を指定した。
小村との接触を絶ったキョウコは、ホテルの飲食店で男の知人と会食していた。キョウコは20歳頃に、ここにあったイタリア料理店で働いていたことを話す。20歳の誕生日に給仕長が腹痛で不在になり、代わりにキョウコがホテルの上の階に住む料理店のオーナーに夕食を届けた。今日がキョウコの誕生日と知ったオーナーはそれを喜び、一つ願いを叶えるという。キョウコの口にした願いをオーナーは「この年頃には珍しい」と話した。
カエルとの集合場所に向かった片桐は何者かに狙撃されたような体験の後、気を失う。気がつくと病院のベッドにいたが撃たれた形跡はなく、看護師からは「倒れていた」と説明される。すでに約束の日時は過ぎていた。そこへカエルが出現し、戦いは終わって東京は救われたのだという。カエルは謎めいた言葉を残して体が溶けるが、片桐が驚いて見回すと病室には異変はなかった。
東京に戻った小村は飼い猫「ワタナベ」の行方を捜して近くの家にたどり着く。庭のガーデンチェアに座っていた若い女性が小村に気付いて、猫の通り道を知っているからここで待っていれば出てくると話し、小村は隣のチェアに座る。そこで小村は上司にスマートフォンをかけて、退職する意向を伝えた。
出勤した片桐に上司は、アウトソーシングの導入で職場を去る人間がいると話し、不良融資回収で功績を挙げた片桐を審査課長に昇進させると告げた。
キョウコが新居で荷物を開梱すると、そこに「ワタナベ」が潜んでいた。

## 登場人物
声優は、フランス語オリジナル / 英語吹替版 / 日本語吹替版の順。
小村
声 - アマーリー・ド・クレエンクール / ライアン・ボンマリート (Ryan Bommarito) / 磯村勇斗
本作の主人公の一人。信用金庫勤務。キョウコとの間に子どもはいない。義理の兄にちなんだ「ワタナベ・ノボル」というトラ猫を飼っている。
キョウコ
声 - マチルド・オーヌヴー (Mathilde Auneveux) / ショシャーナ・ビルダー (Shoshana Wilder) / 玄理
小村の妻。手紙を残して失踪し、一人暮らしを始める。
片桐
声 - アルノー・メイラード (Arnaud Maillard) / マルセル・アロヨ (Marcelo Arroyo) / 塚本晋也
もう一人の主人公。小村と同じ信用金庫の融資管理課に勤める44歳。出世からは離れて業務一筋だが、自分に自信がなく、独身。眼鏡をかけ、頭髪は薄くなっている。
カエル（かえるくん）
声 - ピエール・フォルデス (Pierre Foldes) / ピエール・フォルデス / 古舘寛治
成人並の身長のある巨大なカエル。人語を解し、自分を「かえるくん」と呼ぶよう片桐に話す。片桐には姿が見えるが、他人からは見えない。オリジナル版および英語吹替版では監督のフェルデスが自ら演じている。
ジュンペイ
声 - テオフィル・バケ (Théophile Baquet) / ジェッセ・ノア・グルーマン (Jesse Noah Gruman) / 梅谷祐成
小村の甥。東京からは離れた場所に住んでおり、小村とも長く会っていなかった。新しい治療法を試すために病院に行くが、あまり期待していない。
ヒロシ
声 - ジュリアン・クランポン / マイケル・チェズ (Michael Czyz) / ?
かつての小村の親友でキョウコと交際していた。バイク事故で死亡し、小村の回想にのみ登場。
佐々木
声 - ブルーノ・パヴィオット (Bruno Paviot) / スコット・ハンフリー (Scott Humphrey) / 岩瀬亮
信用金庫での小村の同僚。北海道出身。妹に小さな荷物を運ぶことを小村に依頼する。
ケイコ
声 - イザベル・ヴィタリ / コーラ・キム (Cora Kim) / 内田慈
佐々木の妹。佐々木を飲食に案内する。運んでもらった荷物の中身は明かさなかった。
シマオ
声 - ジェラルディン・シッター (Géraldine Schitter) / キャサリン・キング・ソー (Katharine King So) / 木竜麻生
ケイコの知り合い。
鈴木
声 - フェオドール・アトキン / アーサー・ホールデン / 戸井勝海
小村と片桐の上司。さらに上の上司から合理化を迫られている。
白岡
声 - ダミアン・ザノリー (Damien Zanoly) / アレックス・イワノビッチ (Alex Ivanovici) / ?
片桐の融資先の顧問弁護士。
ケン
声 - ローラン・ストッカー / ザグ・ドリソン (Zag Dorison) / 平田満
キョウコの知人。キョウコから過去の回想を聞く。
オーナー
声 - ジャン＝ピエール・マリノン / ジョン・バンバス (John Vamvas) / 柄本明
キョウコの回想に登場。キョウコが働いていたホテル内イタリア料理店のオーナーで、初老の男性。ホテルの一室に暮らして毎日夕食を料理店から部屋に届けさせていた。
少女
声 - ノエ・アビタ / ? / 川島鈴遥
小村宅の近くに住む。自宅のガーデンチェアに座っており、喫煙もする。小村が気付いたときには姿を消していた。
看護師
声 - イングリッド・ドナデュー / ナディア・ヴェルルッチ (Nadia Verrucci) / ?
入院した片桐を看護する。
小村の母
声 - マリー＝クリスティーヌ・バロー / ? / ?
小村の実家におり、電話での会話のみの登場。失業した小村に、地元の文芸誌で編集と詩の寄稿の仕事があると持ちかけるが、断られる。

## 評価
映画批評サイトRotten Tomatoesでは、2024年8月時点で、28件のレビューに基づき79%の支持を集めた。
2023年3月の第1回新潟国際アニメーション映画祭ではグランプリに選出され、審査委員長の押井守は「現代文学を表現する最適のスタイルなんじゃないかということで、3人の審査員の意見が一致した、唯一の作品」とその理由を説明した。
2024年の第29回リュミエール賞で最優秀アニメ映画賞にノミネートされた。